# Iowa National Guard

Logo der National Guard

Die Iowa National Guard des US-Bundesstaates Iowa  besteht seit 1838 und ist Teil der im Jahr 1903 aufgestellten Nationalgarde der Vereinigten Staaten (akronymisiert USNG) und somit auch Teil der zweiten Ebene der militärischen Reserve der Streitkräfte der Vereinigten Staaten.

## Organisation
Die Mitglieder der Nationalgarde sind freiwillig Dienst leistende Milizsoldaten, die der Gouverneurin von Iowa Kim Reynolds  unterstehen. Bei Einsätzen auf Bundesebene ist der Präsident der Vereinigten Staaten Commander-in-Chief. Adjutant General of Iowa ist seit 2019 Major General Benjamin J. Corell. 
Die Iowa National Guard führt ihre Wurzeln auf Milizverbände des Iowa-Territoriums zurück, das 1846 unter dem Namen Iowa als 29. Bundesstaat in die Union aufgenommen wurde. Die Nationalgarden der Bundesstaaten sind seit 1903 bundesgesetzlich und institutionell eng mit der regulären Armee und Luftwaffe verbunden, so dass unter bestimmten Umständen mit Einverständnis des Kongresses die Bundesebene auf sie zurückgreifen kann. Davon zu trennen ist die Staatsgarde, die Iowa State Guard  (z. Z. inaktiv), die allein dem Bundesstaat verpflichtet ist.
Die Iowa National Guard besteht aus den beiden Teilstreitkraftgattungen des Heeres und der Luftstreitkräfte, namentlich der Army National Guard und der Air National Guard. Die Iowa Army National Guard hatte 2017 eine Personalstärke von 6799, die Iowa Air National Guard eine von 1728, was eine Personalstärke von gesamt 8527 ergibt.

## Wichtige Kommandos
- Joint Forces Headquarters
- 734th Regional Support Command
- 67th Troop Command
- 671st Troop Command
- 2d Brigade Combat Team, 34th Infantry Division